# Maverick (televisieserie)
Maverick is een Amerikaanse actieserie die op de Amerikaanse televisie werd uitgezonden van 1957 tot 1962.

## Rolverdeling
| Acteur       | Personage     |
| ------------ | ------------- |
| James Garner | Bret Maverick |
| Jack Kelly   | Bart Maverick |